# Patria AMV
O Patria AMV (Armored Modular Vehicle) é um veículo blindado de transporte de pessoal (VBTP) 8x8 que resultou da cooperação entre a empresa finlandesa Patria e as Forças de Defesa da Finlândia.
Testado em combate, ganhou experiência no decorrer das várias operações onde participou e provou-se de confiança para proteger nações e seus militares.

## Variantes
- AMV APC – veículo blindado de transporte de pessoal (VBTP) equipado com uma metralhadora pesada de 12,7 mm em um sistema/torre PML 127 OWS desenvolvido pela Patria.[13]

- AMV P2 – variante de infantaria equipada com uma torre LAV de 30 mm da General Dynamics Land Systems, subsidiária da General Dynamics. A torre consiste em um canhão Alliant Techsystems (ATK) Bushmaster de 30 mm, uma metralhadora coaxial de 7,62 mm e miras diurna/noturna.[14]

- AMOS – equipado com uma torre de duplo morteiro de 120 mm. Inclui um sistema de manuseio de munições automático, bem como de engajamento de alvos e disparo. As Forças de Defesa da Finlândia assinaram um contrato para a entrega de 24 unidades das quais 4 foram entregues em maio de 2006.[15]

Etc. desde unidades dedicadas a missões de reconhecimento, posto de comando, anticarro, oficina móvel, resgate e reparo de veículos, apoio de fogo e ambulância blindada.

### Variantes estrangeiras
- Badger – África do Sul[17]
- BOV 8x8 VYDRA – Eslováquia[18]
- Rosomak – Polónia[19]
- SKOV Svarun – Eslovénia[20]

### Outros VBTPs:
- VBTP-MR Guarani (Brasil)
- Pandur II (Áustria)
- Boxer (Alemanha)
- Freccia (Itália)
- K808 White Tiger (Coreia do Sul)
- Mowag Piranha (Suíça)
- Type 08 (China)
- VPK-7829 Bumerang (Rússia)